# Libohovë
Libohovë é uma cidade e município (em albanês:  bashkia) da Albânia localizado no distrito de Gjirokastër, prefeitura de Gjirokastër.